# C/2013 A1 Siding Spring
C/2013 A1 (Siding Spring), è una cometa non periodica che è stata scoperta il 3 gennaio 2013 da Robert H. McNaught.
La cometa ha attirato l'attenzione dei ricercatori perché è passata estremamente vicino a Marte, entro 300.000 km, il 19 ottobre 2014.

## Scoperta

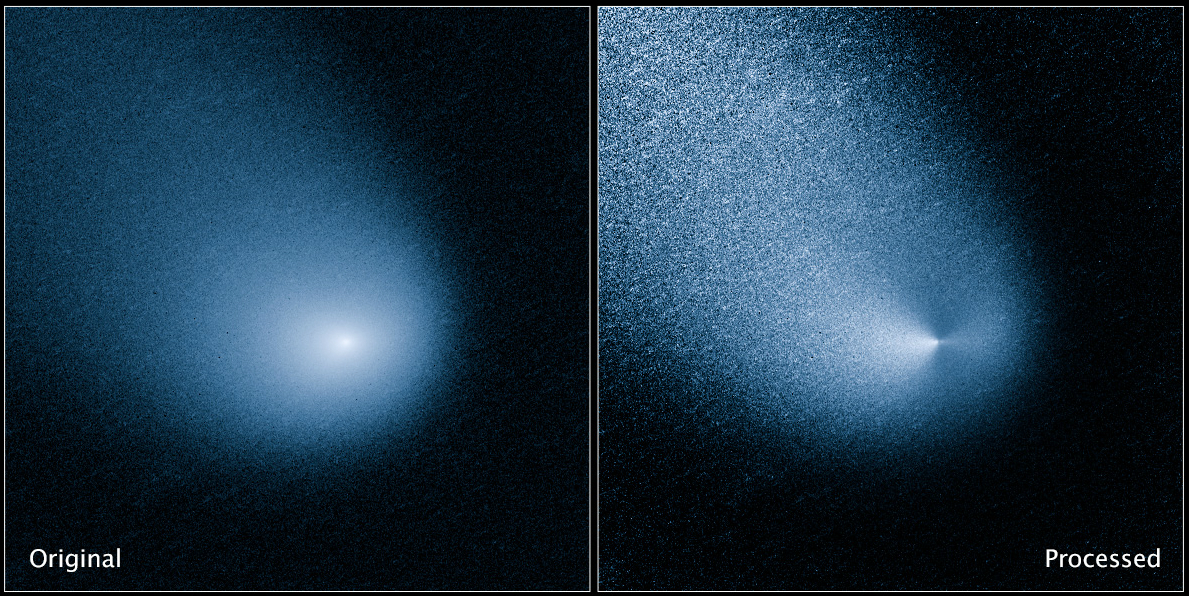
La Cometa Siding Spring vista da Hubble l'11 marzo 2014.

La cometa C/2013 A1 (Siding Spring) è stata scoperta il 3 gennaio 2013 da Robert H. McNaught dall'osservatorio di Siding Spring in Australia, in tre immagini acquisite attraverso l'uso di rilevatori CCD montati sul telescopio Schmidt Uppsala, dotato di uno specchio parabolico di 50 cm di diametro. La cometa appariva come un oggetto di magnitudine 18,4-18,6.
Sono state successivamente individuate delle immagini di pre-scoperta. Le prime quattro, trovate subito dopo la scoperta della cometa, erano risalenti all'8 dicembre 2012 ed erano state acquisite nel corso del Catalina Sky Survey - impegnato come il Siding Spring Survey nella ricerca di oggetti potenzialmente pericolosi - con un telescopio Schmidt dotato di uno specchio parabolico di 68 cm di diametro. Successivamente, sono state individuate altre due immagini risalenti al 4 ottobre 2012, quando la cometa fu ripresa come un oggetto di magnitudine 19,7-20 utilizzando il telescopio Pan-STARRS 1, con configurazione ottica Ritchey-Chrétien e di 1,8 metri di diametro, presente sulla sommità del vulcano Haleakalā presso l'omonimo osservatorio sull'isola di Maui, nelle Hawaii.
Al momento della scoperta, la cometa si trovava a 7,2 UA dal Sole.

## Rischio d'impatto con Marte
Una prima orbita era stata calcolata da Gareth V. Williams del Minor Planet Center già il 5 gennaio 2013. Il 25 febbraio 2013, l'astronomo russo Leonid Elenin attirò l'attenzione sul fatto che la cometa sarebbe transitata a 0,00073 UA da Marte il 19 ottobre 2014 e che esisteva una seppur bassa probabilità di un impatto con il pianeta. Nuove osservazioni e calcoli più accurati, portarono Elenin a correggere il 27 febbraio il valore della distanza nominale da Marte in 0,000276 UA (41.000 km). Per confronto, Deimos orbita a circa 23.460 km dal pianeta.
Calcoli condotti dal Near-Earth Object Program Office della NASA, con osservazioni fino al 1º marzo, indicarono che la cometa sarebbe transitata entro 300.000 km dal pianeta, con la distanza nominale dalla superficie stimata in 50.000 km. La probabilità che la cometa potesse impattare sul pianeta era stata ridotta a 1 su 600. Se anche il nucleo cometario avesse evitato il pianeta, esisteva la possibilità che l'incontro potesse risultare abbastanza stretto che Marte potesse essere investito dalla coda o da parte della chioma. Ne sarebbe potuto derivare uno sciame meteorico di notevole intensità (con un livello di circa 40.000 ZHR avrebbe originato una tempesta meteorica), che avrebbe rappresentato un serio rischio per le sonde spaziali in orbita attorno a Marte. Nel 1993 si verificò attorno alla Terra un episodio che presenta delle analogie con questo scenario, quando una pioggia delle Perseidi particolarmente intensa danneggiò il satellite europeo Olympus-1. Alcune stime indicavano che lo sciame meteorico originato dalla cometa Siding Spring sarebbe stato costituito da meteore dotate di valori dell'energia cinetica confrontabili proprio con quelli posseduti delle Perseidi del 1993.

La cometa Siding Spring fotografata dal rover Curiosity il 19 ottobre 2014 dalla superficie di Marte.

Allo scopo di delineare al meglio lo scenario che si sarebbe verificato, la cometa fu oggetto di osservazioni fino alla tarda primavera del 2013, quando la sua elongazione divenne troppo ridotta per essere distinta dal bagliore solare. La cometa fu recuperata il 10 settembre 2013.
La sonda MAVEN, giunta in orbita attorno a Marte meno di un mese prima del passaggio della cometa, ha individuato una intensa pioggia meteoritica che ha portato alla vaporizzazione nell'atmosfera marziane di svariate tonnellate di materiale cometario innalzando significativamente, seppure temporaneamente, la densità di ioni nella ionosfera di Marte. Gli elementi più pesanti (magnesio, ferro e altri metalli) si sono depositati sul suolo del pianeta.

## Osservazione
La cometa non è diventata sufficientemente luminosa da essere visibile ad occhio nudo dalla Terra, raggiungendo la nona magnitudine nel settembre 2014. Al massimo di luminosità era osservabile con telescopi da 20 cm.
Nel cielo di Marte ha probabilmente raggiunto una magnitudine di 0,9 (confrontabile con quella di stelle quali Vega e α Centauri). Le osservazioni concomitanti di più osservatori effettuate il 14 ottobre 2014, nel periodo di massimo avvicinamento a Marte,  hanno consentito di studiare con dettagli mai raggiunti in precedenza una bolla di plasma solare che 48 ore prima aveva investito il pianeta.